# Upeneus xanthogrammus
Upeneus xanthogrammus Gilbert, 1892 è un pesce marino appartenente alla famiglia Mullidae. Viene talvolta pescato per essere mangiato.

## Distribuzione
È una specie demersale che nuota nelle zone tropicali dell'oceano Pacifico.

## Descrizione
Presenta un corpo leggermente compresso sull'addome; la pinna caudale è biforcuta. La lunghezza massima registrata per questa specie è di 20,0 cm.